# Augusto Masetto
Augusto Masetto (San Bonifacio, 9 maggio 1908 – San Bonifacio, 15 maggio 1980) è stato un calciatore italiano, di ruolo centrocampista.

## Carriera
Ala sinistra, giocò in Serie A con il Torino; militò poi nel Verona, nell'Alcamo, nel Breda di Sesto San Giovanni (fino al 1937) e nel Lissone (fino al 1940).